# Subaru Vivio

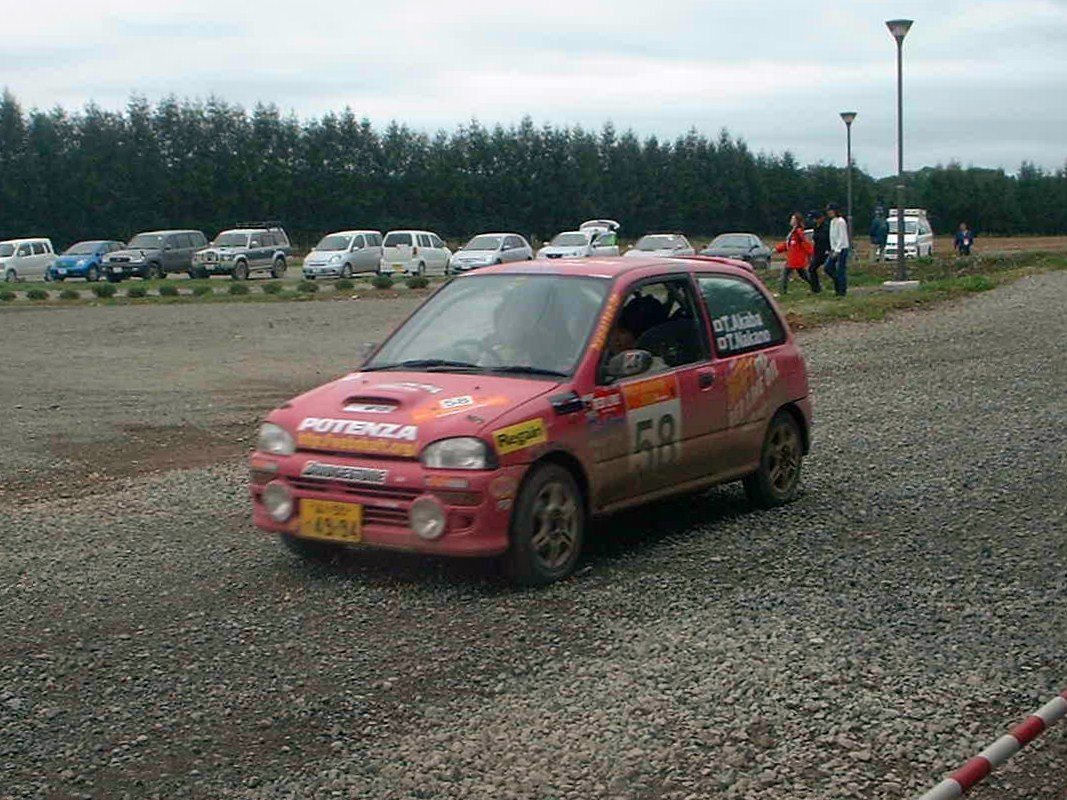
Vivio RX-RA

Der Subaru Vivio ist ein PKW-Modell der Automobil-Marke Subaru der Kleinstwagenklasse (Kei-Car).
Er wurde im Frühjahr 1992 als Nachfolgemodell des Subaru Rex eingeführt und stellte somit die vierte Generation von Kleinstwagen von Subaru dar, an deren Anfang der Subaru 360 steht.
Der Name Vivio lässt sich zum einen als Anspielung auf den Hubraum von 660 cm³ verstehen. Schreibt man die Ziffer 6 mit römischen Zahlen und ersetzt man die Ziffer 0 durch O, so ergibt sich: VI VI O. Zum anderen assoziiert man mit dem Namen das englische Wort für lebhaft (vivid).

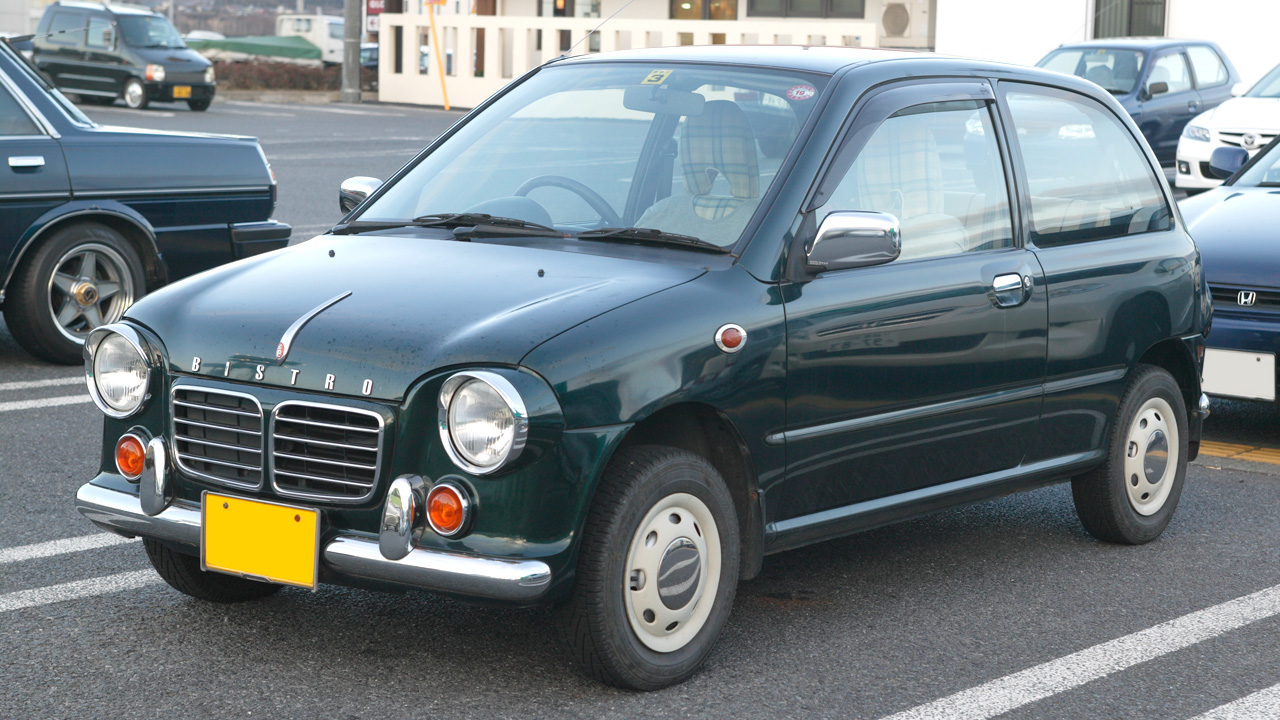
Subaru Vivio Bistro

Das mit einer damals sehr modernen Karosserie versehene Fahrzeug war wahlweise als drei- und fünftüriger Hatchback sowie als zweisitziger Roadster erhältlich (nur in Japan). Als Vivio Bistro wurde 1995 eine mit nostalgischem Chromschmuck verzierte Retrovariante verkauft. Des Weiteren wurden front- und allradgetriebene sowie manuell und automatisch geschaltete Fahrzeuge angeboten. Die dreitürigen kompressoraufgeladenen Vivios heißen GX-R, GX-T, RX-R und RX-RA. Beim RX-RA handelt es sich um ein Basismodell für den Motorsport, welches nur mit Allradantrieb verfügbar ist.
Offiziell wurde das Modell in Deutschland nicht vertrieben, die dort verkauften Vivios stammen hauptsächlich aus den Benelux-Staaten.
Produktionsende des Vivio, der in Japan zu den Kei-Cars zählt, war im Jahre 1998. In China wurde der Vivio von Guizhou Youngman Yunque Automobile Company als GHK 7070 in Lizenz produziert.